# Microgaster deceptor
Microgaster deceptor är en stekelart som beskrevs av Nixon 1968. Microgaster deceptor ingår i släktet Microgaster och familjen bracksteklar. Inga underarter finns listade i Catalogue of Life.